# تغذیه آب‌های زیرزمینی در کالیفرنیا
تغذیه آب‌های زیرزمینی فرایند جذب آب به داخل زمین از طریق بارندگی، ذوب برف یا فرآیندهای مصنوعی است. تغذیه عمدی آب‌های زیرزمینی از حوضه‌های بزرگ و روبازی استفاده می‌کند که به آب اجازه می‌دهند به آرامی به داخل زمین نفوذ کند. این آب هنگام حرکت در زیر زمین توسط رسوبات فیلتر شده و به عنوان منبع آب شیرین به سطح زمین پمپ می‌شود. در کالیفرنیا، آب‌های زیرزمینی حدود ۴۱ درصد از کل منابع آب ایالت را تشکیل می‌دهند، اگرچه این عدد بین سال‌های مرطوب و خشک متفاوت است. در سال‌های با بارندگی بیشتر از حد متوسط، از آب‌های زیرزمینی کمتری استفاده می‌شود تا در سال‌های خشک، ذخایر آب زیرزمینی در دسترس باشند. در سال‌های خشک، تا ۶۰ درصد از کل آب را می‌توان از آب‌های زیرزمینی تأمین کرد. میزان آب موجود در سفره‌های آب زیرزمینی توسط هیئت کنترل منابع آب ایالتی و سایر هیئت‌های منطقه‌ای منابع آب به دقت رصد می‌شود.

## مزایا
تغذیه آب‌های زیرزمینی در درجه اول به عنوان روشی برای ذخیره آب برای محافظت در برابر کمبود آب در طول سال‌های طولانی خشکسالی مورد استفاده قرار می‌گیرد. آب و هوای خشک کالیفرنیا، خشکسالی را به یک اتفاق رایج تبدیل کرده است، به خصوص در جنوب کالیفرنیا. منابع آب سطحی مانند مخازن، دریاچه‌ها و رودخانه‌ها می‌توانند در طول سال‌های خشک به سرعت کم‌آب شوند. ذخیره آب در زیر زمین در طول سال‌های بارندگی زیاد، فشار را از منابع آب سطحی کاهش می‌دهد و نیاز به آب وارداتی را در سال‌های خشک کاهش می‌دهد.
یکی دیگر از مزایای تغذیه آب‌های زیرزمینی این است که در مقایسه با نمک‌زدایی، آب بازیافتی، آب وارداتی یا توسعه مخزن، یکی از ارزان‌ترین منابع آب موجود است. در نتیجه، سرمایه‌گذاری در حوزه‌های تغذیه آب‌های زیرزمینی در سال‌های اخیر به‌طور پیوسته افزایش یافته است. پروژه‌های آب زیرزمینی برای افزایش سالانه ۵۰۰۰۰۰ فوت-جریب به منابع آب برنامه‌ریزی شده‌اند. با توجه به اینکه سال ۲۰۲۳ سالی بسیار مرطوب بود، کالیفرنیا به رکورد ۸٫۷ میلیون هکتار-فوت آب زیرزمینی به سفره‌های آب زیرزمینی دست یافت.

## قانونگذاری
قانون مدیریت پایدار آب‌های زیرزمینی (SGMA) که در سال ۲۰۱۴ تصویب شد، میزان آب دریافتی و برداشت شده از حوضه‌های آب زیرزمینی را تنظیم می‌کند. هدف این قانون، تدوین برنامه‌های پایداری برای هر حوضه آب زیرزمینی به منظور حفظ تعادل در تأمین آب زیرزمینی است. این برنامه‌ها برای جلوگیری از برداشت بیش از حد آب از حوزه‌های آبخیز، که در آنها میزان آب برداشت شده بیشتر از میزان پایدار در درازمدت است، اجرا می‌شوند. این می‌تواند برای آب‌های زیرزمینی مضر باشد زیرا برداشت بیش از حد، آنها را در معرض آلودگی ناشی از رسوبات آرسنیک طبیعی یا آفت‌کش‌های شیمیایی قرار می‌دهد. برداشت بیش از حد آب همچنین می‌تواند باعث شود منابع زیرزمینی آب دریا به سفره‌های آب زیرزمینی نفوذ کنند و آب شیرین را ناخالص و شور کنند. سفره‌های آب زیرزمینی در جنوب دره مرکزی به دلیل اقتصاد کشاورزی وابسته به آب منطقه، به یکی از سفره‌های آب زیرزمینی با بیشترین میزان برداشت بیش از حد در ایالت تبدیل شده‌اند. پیشرفت طرح‌های پایداری آب‌های زیرزمینی بر اساس منطقه توسط اداره منابع آب کالیفرنیا نظارت می‌شود.

## حوضه‌های قابل توجه
سفره‌های آب زیرزمینی در سراسر کالیفرنیا پراکنده شده‌اند و تراکم زیادی از حوضه‌های تغذیه در جنوب کالیفرنیا در اطراف شهرستان‌های لس‌آنجلس، ریورساید، اورنج و سن برناردینو واقع شده‌اند. آب‌های سطحی در شمال شایع‌تر هستند، جایی که ساکنان عموماً برای تأمین کل آب خود کمتر به آب‌های زیرزمینی متکی هستند. ساکنان منطقه خلیج حدود ۲۰٪ از کل آب خود را از آب‌های زیرزمینی تأمین می‌کنند.

### حوضه چینو
حوضه آبریز چینو در امتداد حوضه آبریز رودخانه سانتا آنا در شهرستان سن برناردینو واقع شده است. این حوزه آبخیز، منطقه وسیعی را از کوه‌های داخلی اطراف بیگ بر تا هانتینگتون بیچ در بر می‌گیرد. برنامه حوضه آبریز چینو، آب را از رواناب و ذوب برف در منطقه‌ای که شامل کوه بالدی، کوه سن جاسینتو و بیگ بیر می‌شود، جمع‌آوری می‌کند. آب در سراسر شهرهای واقع در جنوب شهرستان سن برناردینو از جمله انتاریو، چینو هیلز و سایر شهرها تأمین می‌شود.

## گسترش آینده
انتظار می‌رود پروژه‌های تغذیه آب‌های زیرزمینی در سال‌های آینده در سراسر کالیفرنیا به دلیل هزینه نسبتاً پایین و ظرفیت ذخیره‌سازی عظیم سفره‌های آب افزایش یابد. حجم کل ظرفیت آب‌های زیرزمینی ۸۵۰ میلیون ایکر-فوت تخمین زده می‌شود، در حالی که تنها حدود ۵۰ میلیون ایکر-فوت آب شیرین سطحی در ایالت موجود است. پروژه‌های آینده آب‌های زیرزمینی قصد دارند از این ظرفیت ذخیره‌سازی بهره‌برداری کرده و تا حد امکان آب موجود در منابع آب زیرزمینی را ذخیره کنند.

## تأثیر بر کشاورزی
با گسترش مراکز جمعیت شهری در سراسر کالیفرنیا، مقدار فزاینده‌ای از آب‌های زیرزمینی به سمت شهرها و به دور از کشاورزی منحرف شده است. حدود ۶۲ درصد از کل آب به صنعت بزرگ کشاورزی کالیفرنیا می‌رود. بیشترین محصولات تولیدی در کالیفرنیا شامل لبنیات، بادام و انگور است. تولید این محصولات به مقدار زیادی آب نیاز دارد و مستلزم آن است که کشاورزان از روش‌های کارآمد کشاورزی استفاده کنند. کشاورزی یکی از بزرگ‌ترین صنایع در کالیفرنیا است و برخی از سودآورترین زمین‌های کشاورزی در ایالات متحده را در خود جای داده است. حفاظت از منابع آب زیرزمینی برای حفظ بخش کشاورزی چند میلیارد دلاری کالیفرنیا و حفظ مناطقی که به صادرات کالیفرنیا وابسته هستند، حیاتی است.

## پایداری و تأثیر زیست‌محیطی
پروژه‌های تغذیه آب، ارتباط نزدیکی با زیست‌شناسان و سایر محققان دارند تا اطمینان حاصل شود که زیستگاه‌ها و گونه‌های بومی تحت تأثیر منفی ساخت حوضه قرار نمی‌گیرند. گونه‌های حفاظت‌شده از نزدیک تحت نظارت هستند تا اطمینان حاصل شود که پروژه‌ها مانعی برای زیستگاه‌های آنها ایجاد نمی‌کنند. گونه‌های حفاظت‌شده در کالیفرنیا شامل ماهی مکنده سانتا آنا و موش کانگورو می‌شوند.